# At Land
At Land è un cortometraggio sperimentale muto del 1944 diretto da Maya Deren, definito una "critica dei rituali sociali".

## Trama
Una donna presumibilmente vittima di un naufragio, viene risospinta su una spiaggia, dove lentamente si riprende. In seguito ella appare  - con una perfetta acconciatura ed un make-up altrettanto curato – in una sala da pranzo  durante una riunione di personaggi dell'alta società: la donna si trascina lungo la tavola, apparentemente non notata dai commensali, fino all'estremità della quale due persone stanno giocando a scacchi.
In seguito ella fa la sua apparizione nella stanza in cui un uomo baffuto giace a letto. Per finire, la donna ritorna alla spiaggia, vi incontra due altre donne che stanno giocando a scacchi, e, impadronitasi di uno dei pezzi degli scacchi, si allontana correndo lungo la costa sabbiosa.